# Saint-Jouvent
Saint-Jouvent település Franciaországban, Haute-Vienne megyében. Lakosainak száma 1630 fő (2022. január 1.). Saint-Jouvent Bonnac-la-Côte, Chaptelat, Compreignac, Nantiat, Nieul, Peyrilhac és Thouron községekkel határos.

## Népesség
A település népessége az elmúlt években az alábbi módon változott:
| Lakosok száma | 1651 | 1667 | 1688 | 1659 | 1656 | 1658 | 1658 | 1659 | 1630 |
|               | 2013 | 2015 | 2016 | 2017 | 2018 | 2019 | 2020 | 2021 | 2022 |